# La Lettre égarée
Pour plus de détails, voir Fiche technique et Distribution.
La Lettre égarée est un film muet français réalisé par Louis Feuillade, sorti en 1911. 

## Fiche technique
- Titre : La Lettre égarée
- Réalisation : Louis Feuillade
- Scénario : Louis Feuillade
- Photographie :
- Montage :
- Producteur :
- Société de production : Société des Établissements L. Gaumont
- Société de distribution : Comptoir Ciné-Location (C.C.L)
- Pays de production :  France
- Langue : film muet avec les intertitres en français
- Métrage : 220 mètres
- Format : Noir et blanc — 35 mm — 1,33:1 —  Muet
- Genre : Film dramatique
- Durée : 7 minutes 20
- Date de sortie : 
  - France : juillet 1911

## Distribution
- René Navarre
- Paul Manson
- Edmond Bréon
- Renée Carl